# Danske Europa-Kommissærer
Danmark har siden 1974 haft ét medlem af Europa-Kommissionen, udpeget af regeringen. Danmarks første kommissær var Finn Gundelach, der var karrierediplomat, men efter ham har kommissærerne været politikere. Da Danmark skulle udpege en ny EU-kommissær for perioden 2014-19, overraskede regeringen ved at pege på økonomi- og indenrigsminister Margrethe Vestager. Radikale Venstre havde aldrig før haft en EU-kommissærpost.
| Navn                   | Parti              | Tiltrædelse | Afgang                  | Område                                                                                    | Kommissionsformand                       |
| ---------------------- | ------------------ | ----------- | ----------------------- | ----------------------------------------------------------------------------------------- | ---------------------------------------- |
| Finn Gundelach         |                    | 06.01.1973  | 05.01.1981              | Internt marked og toldunion (1973-77) Næstformand (1977-81) Landbrug og fiskeri (1977-81) | Gaston Thorn, Roy Jenkins                |
| Poul Dalsager          | Socialdemokraterne | 20.01.1981  | 05.01.1985              | Landbrug                                                                                  | Gaston Thorn                             |
| Henning Christophersen | Venstre            | 06.01.1985  | 22.01.1995              | Næstformand (1985-95) Økonomi og Finans                                                   | Jacques Delors                           |
| Ritt Bjerregaard       | Socialdemokraterne | 23.01.1995  | 15.03.1999 (15.09.1999) | Miljø                                                                                     | Jacques Santer                           |
| Poul Nielson           | Socialdemokraterne | 16.09.1999  | 21.11.2004              | Udviklingsbistand                                                                         | Romano Prodi                             |
| Mariann Fischer Boel   | Venstre            | 22.11.2004  | 31.10.2009 (09.02.2010) | Landbrug                                                                                  | José Manuel Barroso                      |
| Connie Hedegaard       | Konservative       | 2009        | 2014                    | Klima                                                                                     | José Manuel Barroso                      |
| Margrethe Vestager     | Radikale Venstre   | 2014        | 2024                    | Konkurrence Næstformand (2019 - 2024)                                                     | Jean-Claude Juncker Ursula von der Leyen |
| Dan Jørgensen          | Socialdemokraterne | 2024        | -                       | Energi og boliger                                                                         | Ursula von der Leyen                     |